# 無彩限的幻影世界
《無彩限的幻影世界》，是日本京都動畫旗下《KA Esuma文庫》出版的輕小說，作者是秦野宗一郎，插畫由擔任。2013年12月20日發行。
本作品為第四屆京都動畫大賞輕小說部門獎励賞受賞作品，獲獎時的原名為（幻影世界）。
2015年10月30日，小說第二集發行。由京都動畫負責動畫製作的同名電視動畫，並於2016年1月至3月首播。

## 故事
二十一世紀初，轉基因重組設施遭到恐怖襲擊後，特殊病毒開始流出。這個時間後，人類的腦機能開始產生異變，對幽靈妖怪的認識變成可能。人們將這些稱為“幻影Phantom”，與腦機能變異的同時，在這件事情發生前後出生的孩子，有能夠與此對抗的特殊能力者出現。
弗塞亞學院的高一的一條晴彥就是其中一人，與能夠操控五行擊敗敵人的前輩川神舞、被稱作幻影殺手擁有特殊能力的和泉玲奈、對幻影要員的候補生孤獨戰鬥的水無瀨小糸一起。以此事件為契機，他們開始了解這個世界的真實……

## 登場人物

### 原作小說人物
一條晴彥（聲：下野紘、南央美（兒童））
年齡：15歲，身高：171cm，血型：B型，生日：1月7日。
本作男主角，弗塞亞學院高中一年級學生。喜歡畫畫和可愛的女生，溫厚靦腆，拥有着强烈的守护同伴的意识与勇氣。父母關係不好，使得母親離家出走。非常喜歡閱讀，已經讀完學校圖書館的全部藏書，亦因此學識非常淵博，但由於都是與幻靈戰鬥無關的知識，被舞形容為「殘念知識」。隨身攜帶畫簿，能透過畫畫封印或召喚幻靈，但由於發動需時及將目標固定才能瞄準等問題，封印能力遠比不上和泉玲奈，因此在和泉玲奈加入後改變職責，開始嘗試召喚幻靈戰鬥。在動畫版中已經可以不用畫簿召喚幻靈。
川神舞（聲：上坂堇）
年齡：16歲，身高：168cm，血型：O型，生日：10月14日。
一條晴彥的學姊。性格好勝直爽，是戰鬥在最前線的武鬥派，特徵是金髮馬尾、巨乳身材，兩眼下方和左大腿內側接近陰部處各有一顆黑痣。相比謹慎思考謀劃，更習慣直接行動發起攻擊；這樣的性格無法和任何人組隊，所以同隊隊員就只有晴彥。使用最初和父親學習中國拳法時將格鬥技和“五行之氣”組合的特殊武術與怪靈戰鬥。並不擔心裙子走光的問題，對认真又會保护同伴的晴彥有爱慕之情。他们两个人的经历类似，互相理解对方的感受，有时她也会对晴彥陪伴其他女人的身边而吃醋。
和泉玲奈（聲：早見沙織）
年齡：15歲，身高：157cm，血型：A型，生日：3月3日。
一條晴彥的同學。烏黑亮麗的長髮隨風飄動，平時使用敬語交談，是有教養人家知書達禮的大小姐。天然呆，將合氣道作為護身術。家教甚嚴，有一個姐姐，但姐姐跟父母鬧翻離家出走。行為舉止帶有大小姐的特徵，十分優雅。最喜歡吃東西，甚至能吸食怪靈，通稱“怪靈吞噬者”，但是不想吃的東西並不會吃。有一定程度的治癒能力。對晴彥有好感。
水無瀨小糸（聲：內田真禮）
年齡：16歲，身高：162cm，血型：AB型，生日：4月25日。
一條晴彥的同學。紅色頭髮和耳機是她的特點，是個冰山美人。將過去發生的事情封存在心中，獨自一人消滅幻影的孤獨少女。喜歡聽音樂，常戴著耳機。從她美妙的“歌聲”中出現的鎖能將對手束縛，再用火焰燃盡。並不是晴彥他們所在的“腦機能異常對策室”的一員，而是靠著突出的能力一人消滅怪靈的、孤高的戰士。認為怪靈不是應該封印、而是應該“處分”的東西。特別愛吃甜食，星星樣式的可愛發卡是她的愛好，除了川神舞以外，她也對晴彥有好感，希望晴彦回归到平淡的日常生活。
諸橋翔介（聲：阪口大助）
年齡：15歲，身高：173cm，血型：A型，生日：6月19日。
弗塞亞學院高中一年級學生，睛彥的同班同學，能操控火焰。
姬野愛麗絲（聲：井上喜久子）
年齡：26歲，身高：164cm，血型：B型，生日：5月2日。
弗塞亞學院高等部國語教師，“腦機能異常對策室”的顧問，和服外披著白衣的眼鏡美人。性格溫和，在學生中人氣很高，但實際上駕駛技術非常粗野。
瑠波
「特殊能力使用者襲擊事件」的事端者。能讀取人類腦內記憶以及能奪取特殊能力者的能力。
電視动画中角色名为“Enigma”。詳細請參照#動畫原創人物。
華島冬湖
最初的異能力者，帶領阿賴耶識殘黨的全新阿賴耶識結社的女王。帶領著保留之前記憶的舊人類們，為了追求曾經創造出來的神明級怪靈，瘋狂襲擊一切和一條晴彥有關的人。
常羽萊拉
被稱為“精神滿滿的愛神”的存在。喜怒哀樂都很激烈，骨子裡是個樂天派，數次積極的接近晴彥。不過美中不足的是會馬上想逃跑。被冠以“不死之ド一タ一”稱號的少女，號召其它女主想讓晴彥振作起來。因能力的緣故，重傷瀕死也沒什麼用就是了。
深山櫻
学院高等部所属，晴彦的同級生。
綿弓祈
朱比利學院上學，喜歡舞蹈的少女，可以用舞蹈來召喚十二生肖的動物。
川神鳴
川神舞的妹妹，在英國長大的歸國子女。
所屬對策室，並非特異能力者，而是使用在英國訓練的魔女術。
皇義千聖
日本最大的財閥——皇義財閥千金大小姐，祈的同班同學。無能力者。
美旅楓
防衛省直属成人特異能力者的女性。

### 動畫原創人物
露露（聲：田所梓）
總是與晴彥在一起的幻靈。本名为“露露拉露利·露拉拉利·拉拉露露利利拉里·利拉拉露露拉拉露露拉拉利拉利（ルルラルリ・ルララリララ・ルルリリラリ・リララルルララ・ルルララリラリ）”，因为太过冗长而简称为“露露”。外型如同妖精、體型嬌小且能飛行，實際上是由晴彥壓抑的性格而無意間產生出來的怪靈。
熊枕久瑠美（聲：久野美咲）
年齡：10歲，身高：132cm，血型：A型，生日：9月3日。
非常喜歡熊的小學女孩，弗塞亞學院初等部四年級。綁著雙馬尾，熊本縣出身，能操控小熊公仔與怪靈戰鬥。最想去的地方是熊本，最喜歡吃的食物是熊掌。
阿爾布雷希特（聲：置鮎龍太郎）
一直被久瑠美抱在懷裡的熊型布偶，能變成數公尺高並進行戰鬥。此外也擅長操作電腦。
Enigma（聲：中原麻衣）
阿賴耶識社秘密研究製造的人造幻靈，拥有夺取他人能力的能力。曾夺取一条晴彥的母亲（声：中原麻衣）的身体，骗取晴彦的信任并剥夺了他的能力。最终被晴彦等人击败。與原作角色「瑠波」相同。

## 出版書籍
| 冊數 | KA Esuma文庫   | KA Esuma文庫           | KA Esuma文庫 |
| 冊數 | 發售日期       | ISBN                   |              |
| ---- | -------------- | ---------------------- | ------------ |
| 1    | 2013年12月20日 | ISBN 978-4-907064-13-6 |              |
| 2    | 2015年10月30日 | ISBN 978-4-907064-34-1 |              |
| 3    | 2016年2月11日  | ISBN 978-4-907064-45-7 |              |

## 電視動畫
2016年1月6日起在朝日放送、TOKYO MX、愛知電視台及BS11等台首播。
動畫大篇幅地原創了角色和劇情，並捨棄了較為負面的原作情節、將作品改編為消除幻靈的單元劇。

### 製作人員
- 原作：秦野宗一郎（KA Esuma文庫）
- 原作插畫：
- 監督：石原立也
- 系列構成：志茂文彦
- 角色設定、總作畫監督：池田和美
- 美術監督：渡邊美希子
- 色彩設計：宮田佳奈
- 物品設定：唐田洋
- 幻影設定：澤真平
- 攝影監督：中上龍太
- 3D監督：山本倫
- 編集：重村建吾
- 音響監督：鶴岡陽太
- 音樂：EFFY
- 企劃監製：八田英明
- 監製：大橋永晴、中村伸一、齋藤滋、西出將之
- 動畫製作：京都動畫
- 製作：無彩限的製作委員會

### 主題曲
片頭曲「Naked Dive」
作詞：勇-YOU-、松井洋平，作曲、編曲：太田雅友，主唱：SCREEN mode
片尾曲「純真Always」（第1話－第12話、番外篇）
作詞：結城愛良，作曲、編曲：堀江晶太，主唱：田所梓

### 各話列表
| 話數   | 日文標題 | 中文標題         | 腳本     | 分鏡       | 演出       | 作畫監督   |
| ------ | -------- | ---------------- | -------- | ---------- | ---------- | ---------- |
| 第1話  | [ 5 ]    | 幻影時代         | 志茂文彥 | 武本康弘   | 三好一郎   | 秋竹齊一   |
| 第2話  | [ 6 ]    | 解決煩人的幽浮！ | 志茂文彥 | 北之原孝將 | 北之原孝將 | 明見裕子   |
| 第3話  | [ 7 ]    | 記憶剪下貼上作戰 | 志茂文彥 | 藤田春香   | 藤田春香   | 池田晶子   |
| 第4話  | [ 8 ]    | 仿製家族         | 志茂文彥 | 石立太一   | 石立太一   | 植野千世子 |
| 第5話  | [ 9 ]    | 用不了特殊能力！ | 志茂文彥 | 山村卓也   | 山村卓也   | 門脇未來   |
| 第6話  | [ 10 ]   | 久瑠美與布偶王國 | 山田由香 | 山田尚子   | 小川太一   | 丸木宣明   |
| 第7話  | [ 11 ]   | 薛丁格的貓宅     | 吉田玲子 | 河浪榮作   | 河浪榮作   | 瀨崎利惠   |
| 第8話  | [ 12 ]   | 突破猴子溫泉！   | 西川昌志 | 北之原孝將 | 北之原孝將 | 明見裕子   |
| 第9話  | [ 13 ]   | 幕末幻影異聞     | 志茂文彥 | 石原立也   | 三好一郎   | 角田有希   |
| 第10話 | [ 14 ]   | 小露露的大夢想   | 山田由香 | 藤田春香   | 藤田春香   | 岡村公平   |
| 第11話 | [ 15 ]   | 小孩子晴彥       | 吉田玲子 | 石立太一   | 石立太一   | 植野千世子 |
| 第12話 | [ 16 ]   | 回不來的母親     | 志茂文彥 | 山村卓也   | 山村卓也   | 門脇未來   |
| 第13話 | [ 17 ]   | 永遠的幻影世界   | 志茂文彥 | 小川太一   | 武本康弘   | 丸木宣明   |
| 番外篇 | [ 18 ]   | 圓點的奇跡       | 山田由香 | 河浪榮作   | 河浪榮作   | 瀨崎利惠   |

### 播放電視台
日本深夜動畫：下文記載的日本国内播放時間使用日本標準時間（UTC+9）表示。因為部分時間标识會採用30小时制，因此請留意这类超过24:00的时间，其實際播放時間為翌日清晨。
| 播放地區   | 播放電視台 | 播放日期              | 播放時間                  | 所屬聯播網 | 備註                                            |
| ---------- | ---------- | --------------------- | ------------------------- | ---------- | ----------------------------------------------- |
| 東京都     | TOKYO MX   | 2016年1月6日－3月30日 | 星期三 24時00分－24時30分 | 獨立局     |                                                 |
| 愛知縣     | 愛知電視台 | 2016年1月6日－3月30日 | 星期三 26時05分－26時35分 | 東京電視網 |                                                 |
| 近畿廣域圈 | 朝日放送   | 2016年1月6日－3月30日 | 星期三 26時14分－26時44分 | 朝日電視網 | 製作委員會方式參加 『星期三動畫〈水MON〉』第1部 |
| 日本全國   | BS11       | 2016年1月7日－3月31日 | 星期四 24時00分－24時30分 | 衛星電視   | 『ANIME+』時段                                  |
| 日本全國   | AT-X       | 2016年1月9日－4月2日  | 星期六 24時30分－25時00分 | 衛星電視   | 有重播                                          |

| 配信期間             | 配信時間                  | 配信網站       | 備註                                        |
| -------------------- | ------------------------- | -------------- | ------------------------------------------- |
| 2016年1月8日－4月1日 | 星期五 12時00分 更新      | Niconico頻道   | 第1話免費，第2話起需付費 付費會員可全部收看 |
| 2016年1月8日－4月1日 | 星期五 12時00分 更新      | d動畫商城      |                                             |
| 2016年1月8日－4月1日 | 星期五 23時00分－23時30分 | Niconico生放送 |                                             |

### BD／DVD
| 卷數 | 發行日期      | 收錄話數       | 規格編號   | 規格編號   |
| 卷數 | 發行日期      | 收錄話數       | BD         | DVD        |
| ---- | ------------- | -------------- | ---------- | ---------- |
| 1    | 2016年4月6日  | 第1話－第2話   | PCXE-50601 | PCBE-55211 |
| 2    | 2016年5月11日 | 第3話－第4話   | PCXE-50602 | PCBE-55212 |
| 3    | 2016年6月1日  | 第5話－第6話   | PCXE-50603 | PCBE-55213 |
| 4    | 2016年7月6日  | 第7話－第8話   | PCXE-50604 | PCBE-55214 |
| 5    | 2016年8月3日  | 第9話－第10話  | PCXE-50605 | PCBE-55215 |
| 6    | 2016年9月7日  | 第11話－第12話 | PCXE-50606 | PCBE-55216 |
| 7    | 2016年10月5日 | 第13話+ OVA    | PCXE-50607 | PCBE-55217 |

### 映像特典
收錄在《無彩限的幻影世界》各卷Blu-ray＆DVD，劇情內容為圖畫劇場。
| 話數 | 日文標題 | 中文標題 | 腳本       | 分鏡、演出 | 作畫監督   |
| ---- | -------- | -------- | ---------- | ---------- | ---------- |
| 1    |          | 對策其1  | 志茂文彥   | 石原立也   | 岡村公平   |
| 2    |          | 對策其2  | 西川昌志   | 藤田春香   | 岡村公平   |
| 3    |          | 對策其3  | 西川昌志   | 藤田春香   | 丸木宣明   |
| 4    |          | 對策其4  | 西川昌志   | 藤田春香   | 岡村公平   |
| 5    |          | 對策其5  | 北之原孝將 | 北之原孝將 | 角田有希   |
| 6    |          | 對策其6  | 北之原孝將 | 北之原孝將 | 角田有希   |
| 7    |          | 對策其7  | 石原立也   | 藤田春香   | 植野千世子 |

## 评价
向来以避免过于色情表现的京都动画，在本作PV，电视动画广告，及第1话播出后，角色川神舞在故事中的乳摇等带有明显色情行为吸引到众人的关注和议论。

## 外部連結
- 『無彩限的幻影世界』官方網站｜KA Esuma文庫 （页面存档备份，存于） （日語）
- 電視動畫「無彩限的幻影世界」官方網站 （页面存档备份，存于） （日語）
- 無彩限的幻影世界｜星期三動畫〈水MON〉｜朝日放送 （页面存档备份，存于） （日語）
- 電視動畫『無彩限的幻影世界』官方的X（前Twitter） （日語）